# Palm Beach Gardens
Palm Beach Gardens est une ville du comté de Palm Beach, en Floride, aux États-Unis.

## Démographie
| 1960 | 1970  | 1980   | 1990   | 2000   | 2010   | 2020   |
| ---- | ----- | ------ | ------ | ------ | ------ | ------ |
| 1    | 6 102 | 14 407 | 22 965 | 35 058 | 48 452 | 59 182 |